# Afrikaanse Taalraad
De Afrikaanse Taalraad (ATR) is een Zuid-Afrikaanse koepelorganisatie die zich inzet voor het uitbouwen, bevorderen en beschermen van het Afrikaans als volwaardige taal. De Afrikaanse Taalraad is een verbond van 33 organisaties die zich inzetten voor het Afrikaans. De Afrikaanse Taalraad wordt onder meer gesteund door de Nederlandse Taalunie.

## Doelen
De Afrikaanse Taalraad stelt zich ten doel om door middel van Afrikaans als instructietaal mensen een beter bestaan op te bouwen en het gebruik van Afrikaans in de toekomst zeker te stellen. Dit wil de raad doen door zich open op te stellen in de richting van alle Afrikaanstaligen, ongeacht afkomst, kleur of inkomen. Tijdens de apartheid heeft de regerende Afrikaanstalige Nasionale Party bewust een wig gedreven tussen de Afrikaanstaligen. De Taalraad probeert de sprekers weer bij elkaar te brengen. Daarnaast wil de Afrikaanse Taalraad de (beperkte) mogelijkheden voor Afrikaanstaligen om volledig te functioneren in het Afrikaans in het veeltalige Zuid-Afrika uitbouwen en beschermen. Daarnaast wil de Afrikaanse Taalraad ook de samenwerking tussen Afrikaanstalige taalorganisaties en andere verwante taalorganisaties bevorderen. De samenwerking tussen de Nederlandse Taalunie en de Suid-Afrikaanse Akademie vir Wetenskap en Kuns is hier een voorbeeld van.

## Aangesloten organisaties
De aangesloten organisaties verschillen onderling veel. Sommige organisaties zijn een officiële gesprekspartner van de Zuid-Afrikaanse overheid, terwijl andere groepen meer het karakter van een belangengroep hebben. Deze belangengroepen zijn op verschillende wijze en met verschillende ideologieën bezig om het Afrikaans als instructietaal te behouden. De Afrikaanse Taalraad probeert deze verschillende acties op elkaar af te stemmen. Daarnaast probeert de Afrikaanse Taalraad de verschillende groepen Afrikaanstaligen te verenigen. Sprekers van verschillende raciale afkomst werken voor het eerst samen, waaronder de Stigting Bemagtiging deur Afrikaans (Kleurlingen) en de Orania Beweging (Blanken).
Ook is de Suid-Afrikaanse Akademie vir Wetenskap en Kuns, de organisatie die de grammatica- en spellingregels voor het Afrikaans vaststelt, lid van de Afrikaanse Taalraad. Ook zijn sommige sub-organisaties van de grootste Afrikaanstalige vakbond Solidariteit lid.
De Afrikaanse Taalraad is samen met de Akademie een gesprekspartner van de Nederlandse Taalunie in verband met mogelijke samenwerking tussen deze taalorganisaties. De vakbond Solidariteit heeft haar Nederlandse kantoor (Afrinetwerk) beschikbaar gesteld als uitvalsbasis van de Afrikaanse Taalraad in het Europese deel van het Nederlands taalgebied.